# اندیس بن-لاتان
بن-لاتان یک اندیس  است که در حوالی شهر چادگان استان چهارمحال و بختیاری قرار دارد   